# صموئيل دوفال
صموئيل دوفال (بالإنجليزية: Samuel Duvall)‏ هو نبال أمريكي، ولد في 11 مارس 1836 في ليبرتي في الولايات المتحدة، وتوفي بنفس المكان في 26 سبتمبر 1908.

## وصلات خارجية
- صموئيل دوفال على موقع أوليمبيديا (الإنجليزية)